# Anolis smaragdinus
Anolis smaragdinus är en ödleart som beskrevs av  Barbour och SHREVE 1935. Anolis smaragdinus ingår i släktet anolisar, och familjen Polychrotidae.

## Underarter
Arten delas in i följande underarter:
- A. s. smaragdinus
- A. s. lerneri